# 독일 연구협회
독일 연구협회(Deutsche Forschungsgemeinschaft)는 독일의 학문과 연구의 진흥을 위해 1951년 본에 설립된 기관이다.